# Kościół św. Leonarda w Rabacie
Kościół świętego Leonarda (malt. Il-knisja l-antika ta’ San Leonardu ta’ Wied Liemu, ang. St Leonard’s Church) – średniowieczny rzymskokatolicki kościół w Rabacie na Malcie.
Kościół jest wykutą w skale grotą; znajduje się na zboczu doliny Liemu (malt. Wied Liemu, Wied il-Lunzjata), około 50 metrów od kościoła Zwiastowania i niewielkiego klasztoru karmelitów.

## Historia
Historia tego starożytnego kościoła sięga początków XIII wieku, długo przed 1418, kiedy kult św. Leonarda był już na tyle ugruntowany, aby nadać nazwę rejonowi, odnotowanemu w testamencie właścicielki terenu jako "Sancto Leonardo". Włoski opat i historyk Rocco Pirri, w 1638 napisał, że około 1200 roku pustelnicy karmelici używali tej groty jako kaplicy poświęconej św. Leonardowi. Także inne źródła z XVII wieku mówią o kaplicy w pobliżu źródła wody, wykutej w skale pod klasztorem. Mogła być ona centrum społeczności pustelników.

## Architektura

### Wygląd zewnętrzny
Do kaplicy ze ścieżki przez pole schodzi się po stromych schodach. Wejście obudowane kamiennymi blokami, zamknięte jest żelazną kratą. Poniżej kościółka wciąż znajduje się źródło, wspominane w XVII wieku.

## Wnętrze
Na początku XV wieku mnisi karmelitańscy, którzy osiedlili się w pobliżu, zbudowali w kościele półokrągłą apsydę z kamiennym ołtarzem. Przy bocznych ścianach kościoła zachowały się do dziś wykute w kamieniu ławy (malt. dikkiena), najprawdopodobniej pozostałość pierwszego kościoła. Do około 2016 na ścianie apsydy zachowały się resztki oryginalnego, prawdopodobnie z XV wieku, tynku z pozostałościami malowidła przedstawiającego patrona kościółka. Niestety przed 2018, z pewnością w dobrej wierze, ściany apsydy zostały oczyszczone, i otrzymały nowe malowidło w fałszywym stylu bizantyńskim, a przedstawiające św. Leonarda oraz Matkę Bożą. Na szczęście niewielki kawałek oryginalnego tynku pozostał na ścianie; być może będzie możliwe przeprowadzenie badań dążących do określenia czasu jego powstania.

## Świątynia dzisiaj
Dziś kościółek używany jest przez grupy modlitewne. Znajduje się pod opieką pobliskiego kościoła Zwiastowania.